# 1783
| [ Edytuj tabelę ]                  | |
| Król Polski                        | - 1764 Stanisław August Poniatowski 1795                                                                                              |
| Emir Afganistanu                   | - 1772 Timur Szah Durrani 1793 |
| Współksiążęta Andory               | - 1780 Joan de García y Montenegro 1783 - 1774 Ludwik XVI 1792                                                                        |
| Elektor Bawarii                    | - 1777 Karol Teodor 1799 |
| Sułtan Brunei                      | - 1762 Omar Ali Saifuddin I 1795 |
| Cesarz Chin                        | - 1735 Qianlong 1796 |
| Król Czech                         | - 1780 Józef II Habsburg 1790 |
| Król Danii                         | - 1766 Chrystian VII 1808 |
| Dalajlama                          | - 1758 Jamphel Gjaco 1804 |
| Król Francji                       | - 1774 Ludwik XVI 1792 |
| Król Gruzji                        | - 1762 Herakliusz II 1798 |
| Król Hiszpanii                     | - 1759 Karol III 1788 |
| Landgraf Hesji-Kassel              | - 1760 Fryderyk II Heski 1785 |
| Stadhouder Holandii                | - 1751 Wilhelm V Orański 1795 |
| Szach Iranu                        | - 1782 Ali Murad Chan 1785 |
| Państwo Wielkich Mogołów           | - 1759 Shah Alam II 1806 |
| Król Irlandii                      | - 1760 Jerzy III Hanowerski 1820 |
| Cesarz Japonii                     | - 1779 Kōkaku 1817 |
| Kalif                              | - 1773 Abdülhamid I 1789 |
| Prezydent Kongresu Kontynentalnego | - 1782 Elias Boudinot 1783 - 1783 Thomas Mifflin 1784                                                                                 |
| Patriarcha Konstantynopola         | - 1780 Gabriel IV 1785 |
| Władca Korei                       | - 1776 Chŏngjo 1800 |
| Książę Kurlandii i Semigalii       | - 1769 Piotr Biron 1795 |
| Emir Kuwejtu                       | - 1762 Abd Allah I 1814 |
| Książę Liechtensteinu              | - 1781 Alojzy I 1805 |
| Sułtan Maroka                      | - 1757 Muhammad III 1790 |
| Książę Monako                      | - 1733 Honoriusz III 1793 |
| Król Nawarry                       | - 1774 Ludwik XVI 1791 |
| Król Nepalu                        | - 1777 Rana Bahadur 1799 |
| Król Norwegii                      | - 1766 Chrystian VII 1784 |
| Sułtan Omanu                       | - 1749 Ahmad ibn Sa’id 1783 - 1783 Sa’id ibn Ahmad 1786                                                                               |
| Elektor Palatynatu                 | - 1742 Karol IV Teodor 1799 |
| Papież                             | - 1775 Pius VI 1799 |
| Książę Parmy i Piacenzy            | - 1765 Ferdynand 1802 |
| Król Portugalii                    | - 1777 Maria I 1816 - 1777 Piotr III (król iure uxoris) 1786                                                                          |
| Król Prus                          | - 1772 Fryderyk II Wielki 1786 |
| Car Rosji                          | - 1762 Katarzyna II Wielka 1796 |
| Cesarz Rzymski (niemiecki)         | - 1765 Józef II Habsburg 1790 |
| Kapitanowie Regenci San Marino     | - 1782 Giuseppe Giannini Francesco Malpeli 1783 - 1783 Francesco Begni Pompeo Zoli 1783 - 1783 Giuliano Gozi Pier Francesco Vita 1784 |
| Elektor Saksonii                   | - 1763 Fryderyk August III 1806 |
| Król Sardynii                      | - 1773 Wiktor Amadeusz III 1796 |
| Król Szwecji                       | - 1771 Gustaw III 1792 |
| Król Tajlandii                     | - 1782 Buddha Yodfa Chulalok 1809 |
| Sułtan Turków                      | - 1774 Abdülhamid I 1789 |
| Doża Wenecji                       | - 1779 Paolo Renier 1789 |
| Król Węgier                        | - 1780 Józef II 1790 |
| Monarcha Wielkiej Brytanii         | - 1760 Jerzy III 1820 |
| Premier Wielkiej Brytanii          | - 1782 William Petty 1783 - 1783 William Cavendish-Bentinck 1783 - 1783 William Pitt Młodszy 1801                                     |
| Cesarz Wietnamu                    | - 1778 Thái Đức 1788 |

Rok 1783 / MDCCLXXXIII
stulecia: XVII wiek ~
XVIII wiek ~
XIX wiek

lata: 1773 «
1778 «
1779 «
1780 «
1781 «
1782 «
1783
» 1784
» 1785
» 1786
» 1787
» 1788
» 1793

## Wydarzenia w Polsce
- 18 marca – Antoni Protazy Potocki założył Kompanię Handlową Polską.
- 2 kwietnia – spółka Kompania Solna uzyskała od króla Stanisława Augusta Poniatowskiego zezwolenie na poszukiwanie i eksploatację pokładów soli na Ponidziu w okolicach Buska.
- 11 grudnia – cesarz Józef II wydał rozporządzenie o utworzeniu Cmentarza Stryjskiego we Lwowie.

- Założono Ogród Botaniczny Uniwersytetu Jagiellońskiego w Krakowie.
- Założono Arboretum w Lipnie najstarszy park dendrologiczny w Polsce.
- Zakończono budowę Kanału Ogińskiego.

## Wydarzenia na świecie
- 3 lutego – Hiszpania uznała niepodległość Stanów Zjednoczonych.
- 4 lutego – Wielka Brytania ogłosiła zawieszenie działań wojennych w koloniach w Ameryce Północnej.
- 4–5 lutego – seria wstrząsów i wywołane nimi tsunami spowodowały śmierć około 25 tys. osób w Kalabrii i na Sycylii.
- Luty – preliminaria pokojowe między Wielką Brytanią a USA.
- 19 marca – król Ludwik XVI założył École nationale supérieure des mines de Paris mającą kształcić zarządców królewskich kopalń.
- 3 kwietnia – Benjamin Franklin i Gustaf Filip Creutz podpisali w Paryżu szwedzko-amerykański traktat o przyjaźni i handlu, który miał obowiązywać przez 15 lat.
- 8 kwietnia – caryca Katarzyna II podpisała akt przyłączenia Krymu do Rosji.
- 14 kwietnia – w Berlinie odbyła się premiera dramatu Natan mędrzec autorstwa Gottholda Ephraima Lessinga.
- 15 kwietnia – papież Pius VI erygował archidiecezję mohylewską.
- 21 kwietnia – zainaugurował działalność Teatr Stanowy w Pradze.
- 13 maja – kombatanci wojny o niepodległość Stanów Zjednoczonych założyli Towarzystwo Cyncynatów.
- 31 maja – francuskie malarki Adélaïde Labille-Guiard i Louise Élisabeth Vigée Le Brun znalazły się w gronie kobiet po raz pierwszy przyjętych do Académie royale de peinture et de sculpture.
- 1 czerwca – założono miasto San José de Mayo w Urugwaju.
- 4 czerwca – bracia Montgolfier dokonali pierwszego udanego publicznego wzlotu bezzałogowego balonu na ogrzane powietrze.
- 8 czerwca – rozpoczęła się trwająca do lutego 1784 erupcja Laki, największa erupcja wulkaniczna w czasach historycznych.
- 22 czerwca – chmura trujących pyłów z islandzkiego wulkanu Laki dotarła do francuskiego Hawru.
- 25 czerwca – założono miasto Concepción del Uruguay w Argentynie.
- 15 lipca – „Pyroscaphe”, pierwszy statek napędzany silnikiem parowym, wypróbowano na rzece Saonie we Francji.
- 24 lipca – podyktowany władającemu wschodnią Gruzją carowi Herakliuszowi II przez gen. Pawła Potiomkina w imieniu rosyjskiej cesarzowej Katarzyny tzw. traktat gieorgijewski uznał „po wieczne czasy” protektorat i władzę zwierzchnią Rosji w Kartlii i Kachetii.
- 26 lipca – francuski chemik L. Lenormand na skonstruowanym przez siebie spadochronie skacze z drzewa, nie czyniąc sobie przy tym krzywdy[1].
- 27 sierpnia – Jacques Alexandre Charles wypuścił w Paryżu pierwszy balon (średnica 4 m) napełniony wodorem.
- 3 września – zawarcie pokoju w Paryżu pomiędzy Stanami Zjednoczonymi a Wielką Brytanią. Po zwycięstwie w wojnie i zawarciu pokoju w 1783 roku niepodległe stany utworzyły nowe państwo – USA.
- 19 września – w Wersalu odbył się pokazowy lot balonem, na pokładzie którego znalazły się baran, kogut i kaczka. Celem lotu było zbadanie wpływu wysokości na organizmy żywe.
- 15 października – Francuz Jean-François Pilâtre de Rozier jako pierwszy człowiek na świecie wzleciał balonem – na uwięzi, na wysokość 20 metrów.
- 3 listopada – wojna o niepodległość USA: po sukcesie Amerykanów rozwiązano Armię Kontynentalną.
- 21 listopada – balon na ogrzane powietrze braci Montgolfier odbył pierwszy swobodny lot załogowy nad Paryżem.
- 25 listopada – wojna o niepodległość USA: wojska brytyjskie ewakuowały się z Nowego Jorku, ostatniego przyczółka w USA.
- 1 grudnia – Jacques Alexandre Charles i Nicolas Robert odbyli drugi w historii wolny lot balonem i pierwszy przy użyciu balonu wypełnionego wodorem.
- 19 grudnia – w Wielkiej Brytanii utworzono pierwszy gabinet Williama Pitta młodszego.
- 26 grudnia – według niektórych źródeł francuski fizyk Louis-Sébastien Lenormand wykonał, z balkonu obserwatorium w Montpelier, pierwszy w historii skok na spadochronie własnego projektu.

- Rosja zaanektowała Chanat Krymski, tworząc jednocześnie nową prowincję – Nową Rosję.
- Rosjanie założyli Sewastopol przy Zatoce Sewastopolskiej na Półwyspie Krymskim, jako miasto-twierdzę.
- Gruzja była zmuszona przyjąć protektorat Imperium Rosyjskiego.
- W Prusach Powszechna Ordynacja Hipoteczna unormowała system ksiąg gruntowych.

## Urodzili się
- 6 stycznia – Helena Lubomirska, polska księżna, malarka (zm. 1876)
- 23 stycznia – Stendhal, francuski pisarz (zm. 1842)
- 25 lutego – Franz Großmann, niemiecki duchowny katolicki, biskup pomocniczy warmiński (zm. 1852)
- 3 kwietnia – Joseph Ambrosius Geritz, niemiecki duchowny katolicki, biskup warmiński (zm. 1867)
- 10 kwietnia – Hortensja de Beauharnais, królowa Holandii (zm. 1837)
- 16 kwietnia – Joachima De Vedruna, hiszpańska zakonnica, założycielka karmelitanek miłosierdzia, święta katolicka (zm. 1854)
- 24 lipca – Simón Bolívar, bohater walk o wyzwolenie Ameryki Południowej spod władzy Hiszpanów (zm. 1830)
- 7 sierpnia - Amelia Hanowerska, księżniczka brytyjska (zm. 1810)
- 9 sierpnia – Aleksandra Pawłowna Romanowa, wielka księżna rosyjska, arcyksiężna austriacka (zm. 1801)
- 12 sierpnia – Franciszek Lewiński, polski duchowny katolicki, biskup pomocniczy janowski (zm. 1854)
- 3 września – Anna Maria Russell, brytyjska arystokratka (zm. 1857)
- 17 września – Nadieżda Durowa, rosyjska oficer, pisarka (zm. 1866)
- 25 listopada – Christian Andreas Zipser, austriacki pedagog i przyrodnik (zm. 1864)

- data dzienna nieznana: 
  - Magdalena Han Yŏng-i, koreańska męczennica, święta katolicka (zm. 1839)
  - Anna Pak A-gi, koreańska męczennica, święta katolicka (zm. 1839)
  - Katarzyna Yi, koreańska męczennica, święta katolicka (zm. 1839)

## Zmarli
- 15 stycznia – William Alexander, oficer i generał Armii Kontynentalnej
- 16 kwietnia – Benedykt Józef Labre, francuski tercjarz franciszkański, pielgrzym, święty katolicki (ur. 1748)
- 31 lipca  – James Price, brytyjski chemik i alchemik, członek Royal Society (ur. 1757)
- 19 sierpnia – Franz Xaver Messerschmidt, niemiecko-austriacki rzeźbiarz (ur. 1736)
- 18 września – Leonhard Euler, szwajcarski matematyk i fizyk (ur. 1707)
- 20 grudnia – Antonio Soler, hiszpański kompozytor (ur. 1729)

- data dzienna nieznana: 
  - Józef Tadeusz Kierski, polski duchowny katolicki, biskup przemyski (ur. 1706)

## Święta ruchome
- Tłusty czwartek: 27 lutego
- Ostatki: 4 marca
- Popielec: 5 marca
- Niedziela Palmowa: 13 kwietnia
- Wielki Czwartek: 17 kwietnia
- Wielki Piątek: 18 kwietnia
- Wielka Sobota: 19 kwietnia
- Wielkanoc: 20 kwietnia
- Poniedziałek Wielkanocny: 21 kwietnia
- Wniebowstąpienie Pańskie: 29 maja
- Zesłanie Ducha Świętego: 8 czerwca
- Boże Ciało: 19 czerwca